# 英蘭協約
英蘭協約（えいらんきょうやく）とは、1824年に成立したイギリスとネーデルラント連合王国（オランダ）の間の条約。

## 概要
従来、イギリスがアチェの独立を支援していた為、オランダはスマトラ島北部のアチェ王国を手にすることが出来ずにいた。
しかし、イギリスが政策を転換して英蘭協約を結び、イギリスがマラッカを含むマレー半島側（インドのコーチンを含む）、オランダがアチェを含むスマトラ島側（バンカ島、ブリトゥン島を含む）を領有するという形の植民地交換が決められた。
この条約が原因となり、1873年にアチェ戦争が起こることになった。

## 構成
全17条から成る。
アジア地域については、オランダ領インドのモルッカ諸島（アンボイナ島、バンダ諸島、テルナテ島）、スマトラ島、シンガポール島におけるイギリスやオランダの交易権などを定めている。

## 歴史
1623年：モルッカ諸島のアンボイナ島でアンボイナ事件が起こり、イギリスとオランダが対立。オランダ東インド会社が香辛料貿易を独占することになった。イギリスは東インドの制海権を失って香辛料貿易が頓挫。
1667年：第二次英蘭戦争の講和条約・ブレダの和約で、ニューアムステルダム（現ニューヨーク）とバンダ諸島のラン島を交換した。イギリスは、南インドのフランス領ポンディシェリをめぐるカーナティック戦争を皮切りに、インド進出を開始することになった。
フランス革命とナポレオン戦争の教訓から、ヨーロッパ内の平和を保つため、ヨーロッパ諸国は植民地支配に力を入れた。東南アジアでも勢力争いが行われた。イギリスのインド政策は膨張を続け、再び東インド（シンガポール、海峡植民地）へ進出し、オランダと国境を接することになる。
1800年：オランダ領東インド（植民地交換前の領土）を設立。
1810年：フランス帝国が、衛星国のオランダ本国（ホラント王国）を併合。
1814年：ロンドン条約。
1815年のウィーン会議においてネーデルラント連合王国（1815年 - 1839年）が設置される。
1819年：イギリス東インド会社のトーマス・ラッフルズがシンガポールを拠点としたことにオランダが強硬に反対して英蘭対立が激化したため、この外交交渉が設けられた。
1824年：オランダ領東インド（ほぼ現在のインドネシア）とイギリス領海峡植民地（ほぼマラヤ連邦）の領域が確定した。
これ以降、イギリスは海峡植民地を拠点とし、次の目標である清国で阿片戦争を引き起こす事になった。
1841年：英国海峡植民地政庁の協力のもと、サラワク王国成立。
1867年：英領ゴールド・コーストとオランダ領ゴールド・コーストに関する英蘭ゴールド・コースト条約を締結。
1871年：イギリスにen:Sultanate of Siak Sri Indrapura（現リアウ州）への機会均等を与えるen:Anglo-Dutch Treaties of 1870–1871を締結。
1873年：アチェ戦争。緒戦ではオランダが連勝したが、アチェ王国側が根強く抵抗し、戦争を長引かせた。
1903年：アチェ王国最後のスルタンムハンマド・ダウド・シャーが降伏し、以降アチェ人の抵抗が低調になり、1913年に戦争が終結した。